# Anthracite
Anthracite is een Franse film van Édouard Niermans die werd uitgebracht in 1980.

## Samenvatting
Een Frans jezuïetencollege in 1952. De rector regeert met ijzeren hand over zijn leerlingen. Pater Godard is een jonge idealistische begeesterde priester-studiemeester die echter weinig pedagogische aanleg heeft. Zijn onhandige houding maakt hem gemakkelijk tot voorwerp van spot bij de leerlingen die al hun frustraties afreageren op hem. De kwajongens hebben hem bedacht met de spotnaam 'Anthracite'.  

## Rolverdeling
| Acteur            | Personage                        |
| ----------------- | -------------------------------- |
| Bruno Cremer      | de studieprefect                 |
| Jean Bouise       | de rector                        |
| Jean-Pol Dubois   | pater Godard 'Anthracite'        |
| Jérôme Zucca      | Pierre                           |
| Jean-Pierre Bagot | de leraar lichamelijke opvoeding |
| Paul Bisciglia    | de conciërge                     |
| Jenny Clève       | moeder overste                   |
| Roland Bertin     | studiemeester Savary             |